# Hermann Rohrbach
Hermann Rohrbach (* 19. März 1905 in Solingen; † 23. August 1985 in Lübeck) war ein deutscher Opernsänger (Bariton).

## Leben
Rohrbach studierte Gesang in Köln und debütierte 1934 am Grenzlandtheater in Ratibor. Nach einer Station am Stadttheater Hagen kam er 1939 zum Stadttheater von Lübeck, dem er bis zum Jahr 1970 als Ensemblemitglied angehörte, bei dem er und noch bis 1978 als Gast auftrat. Nach der Darstellung im Stadtarchiv Lübeck überstand das dortige Theater den Bombenangriff auf Lübeck vom 29. März 1942 nur deshalb ohne größere Schäden, weil Rohrbach gemeinsam mit zwei weiteren Mitarbeitern die durch das Dach eingeschlagenen Bomben auf die Straße warfen, bevor sie im Theater explodieren konnten.
Bekannt wurde er vor allem durch seine Interpretationen von Wagner-Partien, die ihm 1951 eine Einladung zu den ersten Bayreuther Festspielen nach Ende des Krieges einbrachten. Dort sang er in den Meistersingern den Hans Sachs unter der Leitung von Herbert von Karajan und Hans Knappertsbusch. Nach Streitigkeiten mit Karajan erfolgte jedoch kein weiterer Auftritt in Bayreuth. Weitere Gastauftritte folgten u. a. am Gran Teatre del Liceu, Barcelona, Graz und Eutin.